# Armel Zohouri
Armel Junior Zohouri (Divo, 5 aprile 2001) è un calciatore ivoriano, difensore dell'Iberia 1999.

## Carriera
Nel 2020 approda in Europa, quando viene acquistato dal Nizza, che lo gira subito in prestito al Losanna. Debutta nella massima divisione svizzera il 25 novembre successivo, nell'incontro perso per 2-1 sul campo del Basilea; al termine della stagione, si trasferisce a titolo definitivo.
Tra il 2022 ed il 2025 gioca nella prima divisione moldava con lo Sheriff Tiraspol, che durante la sua permanenza nel club vince un campionato e due coppe di Moldavia.

## Statistiche

### Presenze e reti nei club
Statistiche aggiornate al 25 giugno 2022.
| Stagione        | Squadra         | Campionato      | Campionato | Campionato | Coppe nazionali | Coppe nazionali | Coppe nazionali | Coppe continentali | Coppe continentali | Coppe continentali | Altre coppe | Altre coppe | Altre coppe | Totale | Totale |
| Stagione        | Squadra         | Comp            | Pres       | Reti       | Comp            | Pres            | Reti            | Comp               | Pres               | Reti               | Comp        | Pres        | Reti        | Pres   | Reti   |
| --------------- | --------------- | --------------- | ---------- | ---------- | --------------- | --------------- | --------------- | ------------------ | ------------------ | ------------------ | ----------- | ----------- | ----------- | ------ | ------ |
| 2020-2021       | Losanna         | SL              | 5          | 0          | CS              | 0               | 0               |                    | -                  | -                  |             | -           | -           | 5      | 0      |
| 2021-2022       | Losanna         | SL              | 24         | 0          | CS              | 3               | 0               |                    | -                  | -                  |             | -           | -           | 27     | 0      |
| Totale carriera | Totale carriera | Totale carriera | 29         | 0          |                 | 3               | 0               |                    | -                  | -                  |             | -           | -           | 32     | 0      |

## Palmarès

### Competizioni nazionali
- Campionato moldavo: 1

Sheriff Tiraspol: 2022-2023
- Coppa di Moldavia: 2

Sheriff Tiraspol: 2022-2023, 2024-2025